# Conus milneedwardsi
Conus milneedwardsi is een in zee levende slakkensoort uit het geslacht Conus. De slak behoort tot de familie Conidae. Conus milneedwardsi werd in 1894 beschreven door Jousseaume. Net zoals alle soorten binnen het geslacht Conus zijn deze slakken roofzuchtig en giftig. Zij bezitten een harpoenachtige structuur waarmee ze hun prooi kunnen steken en verlammen.